# Biharnagybajom
Biharnagybajom é um município da Hungria, situado no condado de Hajdú-Bihar. Tem 61,35 km² de área e sua população em 2015 foi estimada em 2.824 habitantes.